# 促進產業升級條例
《促進產業升級條例》是中華民國為了能夠促進臺灣產業升級並且健全經濟發展而制定的特別法，其立法精神則延續先前的《獎勵投資條例》所制定。其中自1979年開始，中華民國政府在受到第二次石油危機影響後，決定將臺灣地區的經濟發展轉向耗能和污染較少的高附加價值產業。同時自1980年代中期開始，臺灣經濟也開始面臨新臺幣升值、基本工資上漲以及土地成本等問題，這使得過去所強調發展的勞力密集工業已經逐漸喪失與國際競爭的優勢，更使得政府認為加速產業升級、提高產品附加價值等因應方式有其必要性。
其中中華民國先是在1980年設立新竹科學工業園區，藉此優惠並且鼓勵外商投資高科技產業。並且在1984年與1990年推動十四項建設以及國家建設六年計畫，希望藉由公共投資更進一步加速產業發展。而在1989年3月時，中華民國經濟部則提出《促進產業升級條例草案》以取代原有的《獎勵投資條例》。其中《促進產業升級條例》強調發展通訊、資訊等十大新興產業，在經過立法院三讀通過後便於1991年1月1日開始施行。

## 外部連結
- 「促進產業升級條例」（页面存档备份，存于） （繁體中文）